# EC 1.2.4
La EC 1.2.4 è una sotto-sottoclasse della classificazione EC relativa agli enzimi. Si tratta di una sottoclasse delle ossidoreduttasi che include enzimi che utilizzano un'aldeide o un chetone come donatore di elettroni ed un disolfuro come accettore.

## Enzimi appartenenti alla sotto-sottoclasse
| numero EC  | nome accettato                                                       |
| ---------- | -------------------------------------------------------------------- |
| EC 1.2.4.1 | piruvato deidrogenasi                                                |
| EC 1.2.4.2 | ossoglutarato deidrogenasi (trasferisce succinile)                   |
| EC 1.2.4.4 | 3-metil-2-ossobutanoato deidrogenasi (trasferisce 2-metilpropanoile) |